# Раманатхан Крішнан
Раманатхан Крішнан (нар. 11 квітня 1937) — колишній індійський тенісист.
Найвищу одиночну позицію світового рейтингу — 3 місце досяг у листопаді 1959 року.
Здобув 69 одиночних титулів.
Найвищим досягненням на турнірах Великого шолома були півфінали в одиночному розряді.
Завершив кар'єру 1975 року.
Батько тенісиста Рамеша Крішнана.

## Юніорські фінали турнірів Великого шолома

### Одиночний розряд: 2 (1–1)
| Результат | Рік  | Турнір               | Покриття | Суперник   | Рахунок  |
| --------- | ---- | -------------------- | -------- | ---------- | -------- |
| Поразка   | 1953 | Вімблдонський турнір | Трава    | Біллі Найт | 5–7, 4–6 |
| Перемога  | 1954 | Вімблдонський турнір | Трава    | Ешлі Купер | 6–2, 7–5 |

## Часова шкала результатів на турнірах Великого шлему
| W | Ф | ПФ | ЧФ | #Р | КТ | К# | DNQ | A | NH |

### Одиночний розряд
| Турнір                               | 1953 | 1954 | 1955 | 1956 | 1957 | 1958 | 1959 | 1960 | 1961 | 1962 | 1963 | 1964 | 1965 | 1966 | 1967 | 1968 | SR     |
| ------------------------------------ | ---- | ---- | ---- | ---- | ---- | ---- | ---- | ---- | ---- | ---- | ---- | ---- | ---- | ---- | ---- | ---- | ------ |
| Відкритий чемпіонат Франції з тенісу |      | 1р   |      |      | 3р   | 2р   |      |      |      | ЧФ   |      |      | 4р   |      | 3р   | 1р   | 0 / 7  |
| Вімблдонський турнір                 | 1р   | 3р   | 3р   | 3р   | 2р   | 4р   | 3р   | ПФ   | ПФ   | 3р   | 4р   |      | 3р   |      | 1р   | 1р   | 0 / 14 |
| Відкритий чемпіонат США з тенісу     |      |      |      |      | 3р   |      | 3р   |      |      |      |      |      |      |      |      | 2р   | 0 / 3  |
| В-П                                  | 0–1  | 2–2  | 2–1  | 2–1  | 5–3  | 4–2  | 4–2  | 5–1  | 5–1  | 6–0  | 3–0  | 0–0  | 5–2  | 0–0  | 2–2  | 1–3  | 0 / 24 |

### Парний розряд
| Турнір               | 1954 | 1955 | 1956 | 1957 | 1958 | 1959 | 1960 | 1961 | 1962 | 1963 | 1964 | 1965 | 1966 | 1967 | 1968 |
| -------------------- | ---- | ---- | ---- | ---- | ---- | ---- | ---- | ---- | ---- | ---- | ---- | ---- | ---- | ---- | ---- |
| Вімблдонський турнір | 1р   | ЧФ   | 3р   | 2р   | ЧФ   | ЧФ   | 1р   | ЧФ   | 2р   | 2р   |      | ЧФ   |      | ЧФ   | 1р   |